# Campions de dobles mixts del Torneig de Roland Garros
La competició de dobles mixts se celebra des de l'any 1925, ja directament oberta a tennistes internacionals. Els vencedors reben una rèplica en miniatura del trofeu Coupe Marcel Bernard en honor del tennista francès Marcel Bernard.

## Palmarès

### Internationaux de France de tennis amateurs
| Any  | Vencedors                                     | Finalistes                                    | Resultat                                      |
| ---- | --------------------------------------------- | --------------------------------------------- | --------------------------------------------- |
| 1925 | Suzanne Lenglen Jacques Brugnon               | Julie Vlasto Henri Cochet                     | 6−2, 6−2                                      |
| 1926 | Suzanne Lenglen Jacques Brugnon (2)           | Suzanne Le Besnerais Jean Borotra             | 6−4, 6−3                                      |
| 1927 | Marguerite Broquedis Jean Borotra             | Lilí Álvarez Bill Tilden                      | 6−4, 2−6, 6−2                                 |
| 1928 | Eileen Bennett Henri Cochet                   | Helen Wills Frank Hunter                      | 3−6, 6−3, 6−3                                 |
| 1929 | Eileen Bennett Henri Cochet (2)               | Helen Wills Frank Hunter                      | 6−3, 6−2                                      |
| 1930 | Cilly Aussem Bill Tilden                      | Eileen Bennett Henri Cochet                   | 6−4, 6−4                                      |
| 1931 | Betty Nuthall Patrick Spence                  | Dorothy Shepherd Barron Bunny Austin          | 6−3, 5−7, 6−3                                 |
| 1932 | Betty Nuthall Fred Perry                      | Helen Wills Sidney Wood                       | 6−4, 6−2                                      |
| 1933 | Margaret Scriven Vivian Jack Crawford         | Betty Nuthall Fred Perry                      | 6−2, 6−3                                      |
| 1934 | Colette Rosambert Jean Borotra                | Elizabeth Ryan Adrian Quist                   | 6−2, 6−4                                      |
| 1935 | Lolette Payot Marcel Bernard                  | Sylvie Jung Henrotin Martin Legeay            | 4−6, 6−2, 6−4                                 |
| 1936 | Billie Yorke Marcel Bernard                   | Sylvie Jung Henrotin Martin Legeay            | 7−5, 6−8, 6−3                                 |
| 1937 | Simone Mathieu Yvon Petra                     | Marie Luise Horn Roland Journu                | 7−5, 7−5                                      |
| 1938 | Simone Mathieu Dragutin Mitic                 | Nancye Wynne Bolton Christian Boussus         | 2−6, 6−3, 6−4                                 |
| 1939 | Sarah Palfrey Cooke Elwood Cooke              | Simone Mathieu Franjo Kukuljevic              | 4−6, 6−1, 7−5                                 |
| 1940 | Sense competició per la Segona Guerra Mundial | Sense competició per la Segona Guerra Mundial | Sense competició per la Segona Guerra Mundial |
| 1941 | Sense competició per la Segona Guerra Mundial | Sense competició per la Segona Guerra Mundial | Sense competició per la Segona Guerra Mundial |
| 1942 | Sense competició per la Segona Guerra Mundial | Sense competició per la Segona Guerra Mundial | Sense competició per la Segona Guerra Mundial |
| 1943 | Sense competició per la Segona Guerra Mundial | Sense competició per la Segona Guerra Mundial | Sense competició per la Segona Guerra Mundial |
| 1944 | Sense competició per la Segona Guerra Mundial | Sense competició per la Segona Guerra Mundial | Sense competició per la Segona Guerra Mundial |
| 1945 | Sense competició per la Segona Guerra Mundial | Sense competició per la Segona Guerra Mundial | Sense competició per la Segona Guerra Mundial |
| 1946 | Pauline Betz Budge Patty                      | Dorothy Bundy Cheney Tom Brown                | 7−5, 9−7                                      |
| 1947 | Sheila Piercey Summers Eric Sturgess          | Jadwiga Jędrzejowska Christian Caralulis      | 6−0, 6−0                                      |
| 1948 | Patricia Canning Todd Jaroslav Drobny         | Doris Hart Frank Sedgman                      | 6−3, 3−6, 6−3                                 |
| 1949 | Sheila Piercey Summers Eric Sturgess (2)      | Jean Quertier Gerry Oakley                    | 6−1, 6−1                                      |
| 1950 | Barbara Scofield Davidson Enrique Morea       | Patricia Canning Todd Bill Talbert            | No presentats                                 |
| 1951 | Doris Hart Frank Sedgman                      | Thelma Coyne Long Mervyn Rose                 | 7−5, 6−2                                      |
| 1952 | Doris Hart Frank Sedgman (2)                  | Shirley Fry Irvin Eric Sturgess               | 6−8, 6−3, 6−3                                 |
| 1953 | Doris Hart Vic Seixas                         | Maureen Connolly Mervyn Rose                  | 4−6, 6−4, 6−0                                 |
| 1954 | Maureen Connolly Lew Hoad                     | Jacqueline Patorni Rex Hartwig                | 6−4, 6−3                                      |
| 1955 | Darlene Hard Gordon Forbes                    | Jenny Staley Luis Ayala                       | 5−7, 6−1, 6−2                                 |
| 1956 | Thelma Coyne Long Luis Ayala                  | Doris Hart Bob Howe                           | 4−6, 6−4, 6−1                                 |
| 1957 | Věra Suková Jiří Javorský                     | Edda Buding Luis Ayala                        | 6−3, 6−4                                      |
| 1958 | Shirley Bloomer Brasher Nicola Pietrangeli    | Lorraine Coghlan Robinson Bob Howe            | 6−8, 6−2                                      |
| 1959 | Yola Ramírez Ochoa Billy Knight               | Renee Schuurman Rod Laver                     | 6−4, 6−4                                      |
| 1960 | Maria Bueno Bob Howe                          | Ann Haydon Jones Roy Emerson                  | 1−6, 6−1, 6−2                                 |
| 1961 | Darlene Hard Rod Laver                        | Věra Suková Jiří Javorský                     | 6−0, 2−6, 6−3                                 |
| 1962 | Renee Schuurman Bob Howe                      | Lesley Turner Fred Stolle                     | 3−6, 6−4, 6−4                                 |
| 1963 | Margaret Smith Ken Fletcher                   | Lesley Turner Fred Stolle                     | 6−1, 6−2                                      |
| 1964 | Margaret Smith Ken Fletcher                   | Lesley Turner Fred Stolle                     | 6−3, 4−6, 8−6                                 |
| 1965 | Margaret Smith Ken Fletcher (3)               | Maria Bueno John Newcombe                     | 6−4, 6−4                                      |
| 1966 | Annette Van Zyl-Du Plooy Frew McMillan        | Ann Haydon Jones Clark Graebner               | 1−6, 6−3, 6−2                                 |
| 1967 | Billie Jean King Owen Davidson                | Ann Haydon Jones Ion Ţiriac                   | 6−3, 6−1                                      |

### Internationaux de France de tennis Open
| Any  | Vencedors                                    | Finalistes                                   | Resultat                                     |
| ---- | -------------------------------------------- | -------------------------------------------- | -------------------------------------------- |
| 1968 | Françoise Durr Jean-Claude Barclay           | Billie Jean King Owen Davidson               | 6−1, 6−4                                     |
| 1969 | Margaret Smith Court Marty Riessen           | Françoise Durr Jean-Claude Barclay           | 6−3, 6−2                                     |
| 1970 | Billie Jean King Bob Hewitt                  | Françoise Durr Jean-Claude Barclay           | 3−6, 6−4, 6−2                                |
| 1971 | Françoise Durr Jean-Claude Barclay           | Winnie Shaw Tomas Lejus                      | 6−2, 6−4                                     |
| 1972 | Evonne Goolagong Cawley Kim Warwick          | Françoise Durr Jean-Claude Barclay           | 6−2, 6−4                                     |
| 1973 | Françoise Durr Jean-Claude Barclay (3)       | Betty Stöve Patrice Dominguez                | 6−1, 6−4                                     |
| 1974 | Martina Navrátilová Ivan Molina              | Rosie Darmon Marcello Lara                   | 6−3, 6−3                                     |
| 1975 | Fiorella Bonicelli Thomaz Koch               | Pam Teeguarden Jaime Fillol                  | 6−4, 7−6                                     |
| 1976 | Ilana Kloss Kim Warwick                      | Delina Ann Boshoff Colin Dowdeswell          | 5−7, 7−6, 6−2                                |
| 1977 | Mary Carillo John McEnroe                    | Florenta Mihai Ivan Molina                   | 7−6, 6−3                                     |
| 1978 | Renáta Tomanová Pavel Složil                 | Virginia Ruzici Patrice Dominguez            | 7−6, retirada                                |
| 1979 | Wendy Turnbull Bob Hewitt                    | Virginia Ruzici Ion Ţiriac                   | 6−3, 2−6, 6−3                                |
| 1980 | Anne Smith Billy Martin                      | Renáta Tomanová Stanislav Birner             | 2−6, 6−4, 8−6                                |
| 1981 | Andrea Jaeger Jimmy Arias                    | Betty Stöve Fred McNair                      | 7−6, 6−4                                     |
| 1982 | Wendy Turnbull John Lloyd                    | Claudia Monteiro Cassio Motta                | 6−2, 7−6                                     |
| 1983 | Barbara Jordan Eliot Teltscher               | Leslie Allen Charles Buzz Strode             | 6−2, 6−3                                     |
| 1984 | Anne Smith Dick Stockton                     | Anne Minter Laurie Warder                    | 6−2, 6−4                                     |
| 1985 | Martina Navrátilová Heinz Günthardt          | Paula Smith Francisco Gonzalez               | 2−6, 6−3, 6−2                                |
| 1986 | Kathy Jordan Ken Flach                       | Rosalyn Fairbank Mark Edmondson              | 3−6, 7−6(3), 6−3                             |
| 1987 | Pam Shriver Emilio Sánchez Vicario           | Lori McNeil Sherwood Stewart                 | 6−3, 7−6(4)                                  |
| 1988 | Lori McNeil Jorge Lozano                     | Brenda Schultz-McCarthy Michiel Schapers     | 7−5, 6−2                                     |
| 1989 | Manon Bollegraf Tom Nijssen                  | Arantxa Sánchez Vicario Horacio de la Peña   | 6−3, 6−7(3), 6−2                             |
| 1990 | Arantxa Sánchez Vicario Jorge Lozano         | Nicole Bradtke Danie Visser                  | 7−6(5), 7−6(8)                               |
| 1991 | Helena Suková Cyril Suk                      | Caroline Vis Paul Haarhuis                   | 3−6, 6−4, 6−1                                |
| 1992 | Arantxa Sánchez Vicario Todd Woodbridge      | Lori McNeil Bryan Shelton                    | 6−2, 6−3                                     |
| 1993 | Eugenia Maniokova Andreï Olkhovski           | Elna Reinach Danie Visser                    | 6−2, 4−6, 6−4                                |
| 1994 | Kristie Boogert Menno Oosting                | Larisa Savchenko-Neiland Andreï Olkhovski    | 7−5, 3−6, 7−5                                |
| 1995 | Larisa Savchenko-Neiland Mark Woodforde      | Jill Hetherington John-Laffnie de Jager      | 7−5, 7−5                                     |
| 1996 | Patricia Tarabini Javier Frana               | Nicole Arendt Luke Jensen                    | 6−2, 6−2                                     |
| 1997 | Rika Hiraki Mahesh Bhupathi                  | Lisa Raymond Patrick Galbraith               | 6−4, 6−1                                     |
| 1998 | Venus Williams Justin Gimelstob              | Serena Williams Luis Lobo                    | 6−4, 6−4                                     |
| 1999 | Katarina Srebotnik Piet Norval               | Larisa Savchenko-Neiland Rick Leach          | 6−3, 3−6, 6−3                                |
| 2000 | Mariaan De Swardt David Adams                | Rennae Stubbs Todd Woodbridge                | 6−3, 3−6, 6−3                                |
| 2001 | Virginia Ruano Pascual Tomás Carbonell       | Paola Suárez Jaime Oncins                    | 7−5, 6−3                                     |
| 2002 | Cara Black Wayne Black                       | Elena Bovina Mark Knowles                    | 6−3, 6−3                                     |
| 2003 | Lisa Raymond Mike Bryan                      | Ielena Likhovtseva Mahesh Bhupathi           | 6−3, 6−4                                     |
| 2004 | Tatiana Golovin Richard Gasquet              | Cara Black Wayne Black                       | 6−3, 6−4                                     |
| 2005 | Daniela Hantuchová Fabrice Santoro           | Martina Navrátilová Leander Paes             | 3−6, 6−3, 6−2                                |
| 2006 | Katarina Srebotnik Nenad Zimonjić            | Ielena Likhovtseva Daniel Nestor             | 6−3, 6−4                                     |
| 2007 | Nathalie Dechy Andy Ram                      | Katarina Srebotnik Nenad Zimonjić            | 7−5, 6−3                                     |
| 2008 | Viktória Azàrenka Bob Bryan                  | Katarina Srebotnik Nenad Zimonjić            | 6−2, 7−6                                     |
| 2009 | Liezel Huber Bob Bryan                       | Vania King Marcelo Melo                      | 5−7, 7−6, [10−7]                             |
| 2010 | Katarina Srebotnik Nenad Zimonjic (2)        | Iaroslava Xvédova Julian Knowle              | 4−6, 7−6(5), [11−9]                          |
| 2011 | Casey Dellacqua Scott Lipsky                 | Katarina Srebotnik Nenad Zimonjic            | 7−6(6), 4−6, [10−7]                          |
| 2012 | Sania Mirza Mahesh Bhupathi                  | Klaudia Jans-Ignacik Santiago Gonzalez       | 7−6(3), 6−1                                  |
| 2013 | Lucie Hradecká Frantisek Cermak              | Kristina Mladenovic Daniel Nestor            | 1−6, 6−4, [10−6]                             |
| 2014 | Anna-Lena Grönefeld Jean-Julien Rojer        | Julia Görges Nenad Zimonjić                  | 4−6, 6−2, [10−7]                             |
| 2015 | Bethanie Mattek-Sands Mike Bryan             | Lucie Hradecka Marcin Matkowski              | 7−6(3), 6−1                                  |
| 2016 | Martina Hingis Leander Paes                  | Sania Mirza Ivan Dodig                       | 4−6, 6−4, [10−8]                             |
| 2017 | Gabriela Dabrowski Rohan Bopanna             | Anna-Lena Grönefeld Robert Farah             | 2−6, 6−2, [12−10]                            |
| 2018 | Latisha Chan Ivan Dodig                      | Gabriela Dabrowski Mate Pavić                | 6−1, 6−7(5), [10−8]                          |
| 2019 | Latisha Chan Ivan Dodig (2)                  | Gabriela Dabrowski Mate Pavić                | 6−1, 7−6(5)                                  |
| 2020 | Sense competició per la pandèmia de COVID-19 | Sense competició per la pandèmia de COVID-19 | Sense competició per la pandèmia de COVID-19 |
| 2021 | Desirae Krawczyk Joe Salisbury               | Ielena Vesninà Aslan Karatsev                | 2−6, 6−4, [10−5]                             |
| 2022 | Ena Shibahara Wesley Koolhof                 | Ulrikke Eikeri Joran Vliegen                 | 7−6(5), 6−2                                  |
| 2023 | Miyu Kato Tim Pütz                           | Bianca Andreescu Michael Venus               | 4−6, 6−4, [10−6]                             |
| 2024 | Laura Siegemund Édouard Roger-Vasselin       | Desirae Krawczyk Neal Skupski                | 6−4, 7−5                                     |
| 2025 | Sara Errani Andrea Vavassori                 | Taylor Townsend Evan King                    | 6−4, 6−2                                     |

## Estadístiques

### Campions múltiples (parella)
| Tennistes en actiu |

| Tennistes                            | Era Amateur | Era Open | Total | Anys             |
| ------------------------------------ | ----------- | -------- | ----- | ---------------- |
| Margaret Smith Court Ken Fletcher    | 3           | 0        | 3     | 1963, 1964, 1965 |
| Françoise Durr Jean-Claude Barclay   | 0           | 3        | 3     | 1968, 1971, 1973 |
| Suzanne Lenglen Jacques Brugnon      | 2           | 0        | 2     | 1925, 1926       |
| Eileen Bennett Henri Cochet          | 2           | 0        | 2     | 1928, 1929       |
| Sheila Piercey Summers Eric Sturgess | 2           | 0        | 2     | 1949, 1947       |
| Doris Hart Frank Sedgman             | 2           | 0        | 2     | 1951, 1952       |
| Katarina Srebotnik / Nenad Zimonjic  | 0           | 2        | 2     | 2006, 2010       |
| Latisha Chan Ivan Dodig              | 0           | 2        | 2     | 2018, 2019       |

### Campiones múltiples (individual)
| Tennistes en actiu |

| Tennista                | Era Amateur | Era Open | Total | Anys                   |
| ----------------------- | ----------- | -------- | ----- | ---------------------- |
| Margaret Smith Court    | 3           | 1        | 4     | 1963, 1964, 1965, 1969 |
| Doris Hart              | 3           | 0        | 3     | 1951, 1952, 1953       |
| Ken Fletcher            | 3           | 0        | 3     | 1963, 1964, 1965       |
| Françoise Durr          | 0           | 3        | 3     | 1968, 1971, 1973       |
| Jean-Claude Barclay     | 0           | 3        | 3     | 1968, 1971, 1973       |
| Katarina Srebotnik      | 0           | 3        | 3     | 1999, 2006, 2010       |
| Suzanne Lenglen         | 2           | 0        | 2     | 1925, 1926             |
| Jacques Brugnon         | 2           | 0        | 2     | 1925, 1926             |
| Jean Borotra            | 2           | 0        | 2     | 1927, 1934             |
| Eileen Bennett          | 2           | 0        | 2     | 1928, 1929             |
| Henri Cochet            | 2           | 0        | 2     | 1928, 1929             |
| Betty Nuthall           | 2           | 0        | 2     | 1931, 1932             |
| Marcel Bernard          | 2           | 0        | 2     | 1935, 1936             |
| Simone Mathieu          | 2           | 0        | 2     | 1937, 1938             |
| Sheila Piercey Summers  | 2           | 0        | 2     | 1947, 1949             |
| Eric Sturgess           | 2           | 0        | 2     | 1947, 1949             |
| Frank Sedgman           | 2           | 0        | 2     | 1951, 1952             |
| Darlene Hard            | 2           | 0        | 2     | 1955, 1961             |
| Bob Howe                | 2           | 0        | 2     | 1960, 1962             |
| Billie Jean King        | 1           | 1        | 2     | 1967, 1970             |
| Bob Hewitt              | 0           | 2        | 2     | 1970, 1979             |
| Kim Warwick             | 0           | 2        | 2     | 1972, 1976             |
| / Martina Navrátilová   | 0           | 2        | 2     | 1974, 1985             |
| Wendy Turnbull          | 0           | 2        | 2     | 1979, 1982             |
| Anne Smith              | 0           | 2        | 2     | 1980, 1984             |
| Jorge Lozano            | 0           | 2        | 2     | 1988, 1990             |
| Arantxa Sánchez Vicario | 0           | 2        | 2     | 1990, 1992             |
| Mahesh Bhupathi         | 0           | 2        | 2     | 1997, 2012             |
| / Nenad Zimonjić        | 0           | 2        | 2     | 2006, 2010             |
| Bob Bryan               | 0           | 2        | 2     | 2008, 2009             |
| Mike Bryan              | 0           | 2        | 2     | 2003, 2015             |
| Latisha Chan            | 0           | 2        | 2     | 2018, 2019             |
| Ivan Dodig              | 0           | 2        | 2     | 2018, 2019             |